# Clusia rosiflora
Clusia rosiflora är en tvåhjärtbladig växtart som beskrevs av Jules Émile Planchon, Amp; Linden och Triana. Clusia rosiflora ingår i släktet Clusia och familjen Clusiaceae. Inga underarter finns listade i Catalogue of Life.